# Centralny Komitet Armii Czynnych i Frontów
Centralny Komitet Armii Czynnych i Frontów – powstał w 1918 i podlegał Najwyższej Radzie Wojennej pod przewodnictwem Lwa Trockiego. Komitet ten bezpośrednio kierował walczącymi wojskami bolszewickimi podczas wojny domowej w Rosji.